# Fußball-Europameisterschaft 2016/Gruppe E
| Pl. | Land     | Sp. | S | U | N | Tore    | Diff. | Punkte |
| --- | -------- | --- | - | - | - | ------- | ----- | ------ |
| 1.  | Italien  | 3   | 2 | 0 | 1 | 003:100 | +2    | 06     |
| 2.  | Belgien  | 3   | 2 | 0 | 1 | 004:200 | +2    | 06     |
| 3.  | Irland   | 3   | 1 | 1 | 1 | 002:400 | −2    | 04     |
| 4.  | Schweden | 3   | 0 | 1 | 2 | 001:300 | −2    | 01     |

Gruppe E der Fußball-Europameisterschaft 2016:

## Irland – Schweden 1:1 (0:0)
| Irland                                                      | Irland | Schweden | Schweden | Aufstellung                       |
| ----------------------------------------------------------- | --- | --- | -------- | --------------------------------- |
| Irland                                                      | \| 1. Spieltag \| \| 13. Juni 2016 um 18:00 Uhr in Saint-Denis (Stade de France) \| \| Zuschauer: 73.419 \| \| Schiedsrichter: Milorad Mažić ( Serbien) \| \| Spielbericht \|                                                                                               | \| 1. Spieltag \| \| 13. Juni 2016 um 18:00 Uhr in Saint-Denis (Stade de France) \| \| Zuschauer: 73.419 \| \| Schiedsrichter: Milorad Mažić ( Serbien) \| \| Spielbericht \|                                                                                              | Schweden | Aufstellung Irland gegen Schweden |
| Irland                                                      | Darren Randolph – Séamus Coleman, John O’Shea , Ciaran Clark, Robbie Brady – James McCarthy (85. Aiden McGeady), Glenn Whelan, Jeff Hendrick – Wes Hoolahan (78. Robbie Keane) – Jonathan Walters (64. James McClean), Shane Long Cheftrainer: Martin O’Neill ( Nordirland) | Andreas Isaksson – Mikael Lustig (45. Erik Johansson), Victor Lindelöf, Andreas Granqvist, Martin Olsson – Sebastian Larsson, Oscar Lewicki (86. Albin Ekdal), Kim Källström, Emil Forsberg – Marcus Berg (59. John Guidetti), Zlatan Ibrahimović Cheftrainer: Erik Hamrén | Schweden | Aufstellung Irland gegen Schweden |
| Irland                                                      | 1:0 Hoolahan (48.) | 1:1 Clark (71., Eigentor) | Schweden | Aufstellung Irland gegen Schweden |
| Irland                                                      | McCarthy (43.), Whelan (77.) | Lindelöf (61.) | Schweden | Aufstellung Irland gegen Schweden |
| Irland                                                      | Spieler des Spiels: Wes Hoolahan (Irland) | | Schweden | Aufstellung Irland gegen Schweden |
| 1. Spieltag                                                 | | |          |                                   |
| 13. Juni 2016 um 18:00 Uhr in Saint-Denis (Stade de France) | | |          |                                   |
| Zuschauer: 73.419                                           | | |          |                                   |
| Schiedsrichter: Milorad Mažić ( Serbien)                    | | |          |                                   |
| Spielbericht                                                | | |          |                                   |

Irland war in der ersten Halbzeit die torgefährlichere Mannschaft, unter anderem traf Hendrick mit einem Fernschuss die Querlatte. Erst nach Hoolahans Führungstor zu Beginn der zweiten Halbzeit wurde Schweden offensiver. Nach einer Flanke von Ibrahimović köpfte Clark den Ball ins eigene Tor und sorgte somit für den Endstand.

## Belgien – Italien 0:2 (0:1)
| Belgien                                                        | Belgien | Italien | Italien | Aufstellung                       |
| -------------------------------------------------------------- | --- | --- | ------- | --------------------------------- |
| Belgien                                                        | \| 1. Spieltag \| \| 13. Juni 2016 um 21:00 Uhr in Décines-Charpieu (Stade de Lyon) \| \| Zuschauer: 55.408 \| \| Schiedsrichter: Mark Clattenburg ( England) \| \| Spielbericht \|                                                                                             | \| 1. Spieltag \| \| 13. Juni 2016 um 21:00 Uhr in Décines-Charpieu (Stade de Lyon) \| \| Zuschauer: 55.408 \| \| Schiedsrichter: Mark Clattenburg ( England) \| \| Spielbericht \|                                                                                               | Italien | Aufstellung Belgien gegen Italien |
| Belgien                                                        | Thibaut Courtois – Laurent Ciman (76. Yannick Carrasco), Toby Alderweireld, Thomas Vermaelen, Jan Vertonghen – Radja Nainggolan (62. Dries Mertens), Axel Witsel – Kevin De Bruyne, Marouane Fellaini, Eden Hazard – Romelu Lukaku (73. Divock Origi) Cheftrainer: Marc Wilmots | Gianluigi Buffon – Andrea Barzagli, Leonardo Bonucci, Giorgio Chiellini – Antonio Candreva, Marco Parolo, Daniele De Rossi (78. Thiago Motta), Emanuele Giaccherini, Matteo Darmian (58. Mattia De Sciglio) – Graziano Pellè, Éder (75. Ciro Immobile) Cheftrainer: Antonio Conte | Italien | Aufstellung Belgien gegen Italien |
| Belgien                                                        | 0:1 Giaccherini (32.) 0:2 Pellè (90.+3′) | | Italien | Aufstellung Belgien gegen Italien |
| Belgien                                                        | Vertonghen (90.+1′) | Chiellini (66.), Éder (75.), Bonucci (78.), Motta (84.) | Italien | Aufstellung Belgien gegen Italien |
| Belgien                                                        | Italien tritt mit der ältesten Startelf (Durchschnittsalter: 31 Jahre und 169 Tage) in der EM-Geschichte an. | | Italien | Aufstellung Belgien gegen Italien |
| Belgien                                                        | Spieler des Spiels: Emanuele Giaccherini (Italien) | | Italien | Aufstellung Belgien gegen Italien |
| 1. Spieltag                                                    | | |         |                                   |
| 13. Juni 2016 um 21:00 Uhr in Décines-Charpieu (Stade de Lyon) | | |         |                                   |
| Zuschauer: 55.408                                              | | |         |                                   |
| Schiedsrichter: Mark Clattenburg ( England)                    | | |         |                                   |
| Spielbericht                                                   | | |         |                                   |

Nach einem langen Ball von Bonucci, den Alderweireld unterlief, erzielte der freistehende Giaccherini die Führung für Italien. Wenige Minuten später verpasste Pellè mit einem Kopfball das 2:0. Lukaku vergab zu Beginn der zweiten Halbzeit Belgiens größte Chance zum Ausgleich, als er an der Strafraumgrenze allein vor Buffon zum Schuss kam. In der Nachspielzeit gelang den Italienern nach einem Konter der Treffer zum Endstand.

## Italien – Schweden 1:0 (0:0)
| Italien                                                      | Italien | Schweden | Schweden | Aufstellung                        |
| ------------------------------------------------------------ | --- | --- | -------- | ---------------------------------- |
| Italien                                                      | \| 2. Spieltag \| \| 17. Juni 2016 um 15:00 Uhr in Toulouse (Stadium de Toulouse) \| \| Zuschauer: 29.600 \| \| Schiedsrichter: Viktor Kassai ( Ungarn) \| \| Spielbericht \| | \| 2. Spieltag \| \| 17. Juni 2016 um 15:00 Uhr in Toulouse (Stadium de Toulouse) \| \| Zuschauer: 29.600 \| \| Schiedsrichter: Viktor Kassai ( Ungarn) \| \| Spielbericht \|                                                                                             | Schweden | Aufstellung Italien gegen Schweden |
| Italien                                                      | Gianluigi Buffon – Andrea Barzagli, Leonardo Bonucci, Giorgio Chiellini – Alessandro Florenzi (85. Stefano Sturaro), Marco Parolo, Daniele De Rossi (74. Thiago Motta), Emanuele Giaccherini, Antonio Candreva – Graziano Pellè (60. Simone Zaza), Éder Cheftrainer: Antonio Conte | Andreas Isaksson – Victor Lindelöf, Erik Johansson, Andreas Granqvist, Martin Olsson – Sebastian Larsson, Albin Ekdal (79. Oscar Lewicki), Kim Källström, Emil Forsberg (79. Jimmy Durmaz) – John Guidetti (85. Marcus Berg), Zlatan Ibrahimović Cheftrainer: Erik Hamrén | Schweden | Aufstellung Italien gegen Schweden |
| Italien                                                      | 1:0 Éder (88.) | | Schweden | Aufstellung Italien gegen Schweden |
| Italien                                                      | De Rossi (69.), Buffon (90.+3′) | Olsson (90.) | Schweden | Aufstellung Italien gegen Schweden |
| Italien                                                      | Spieler des Spiels: Éder (Italien) | | Schweden | Aufstellung Italien gegen Schweden |
| 2. Spieltag                                                  | | |          |                                    |
| 17. Juni 2016 um 15:00 Uhr in Toulouse (Stadium de Toulouse) | | |          |                                    |
| Zuschauer: 29.600                                            | | |          |                                    |
| Schiedsrichter: Viktor Kassai ( Ungarn)                      | | |          |                                    |
| Spielbericht                                                 | | |          |                                    |

Bis in die Schlussphase hinein konnten beide Mannschaften kaum offensiv in Erscheinung treten. Kurz vor dem Schlusspfiff gelang den Italienern noch der Sieg: Nachdem Parolo den Ball in der 82. Minute an die Querlatte geköpft hatte, erzielte Éder sechs Minuten später nach einer Einzelaktion das 1:0. Italien stand nach dieser Partie mit sechs Punkten bereits als Achtelfinalist fest.

## Belgien – Irland 3:0 (0:0)
| Belgien                                                    | Belgien | Irland | Irland | Aufstellung                      |
| ---------------------------------------------------------- | --- | --- | ------ | -------------------------------- |
| Belgien                                                    | \| 2. Spieltag \| \| 18. Juni 2016 um 15:00 Uhr in Bordeaux (Stade de Bordeaux) \| \| Zuschauer: 39.493 \| \| Schiedsrichter: Cüneyt Çakır ( Türkei) \| \| Spielbericht \| | \| 2. Spieltag \| \| 18. Juni 2016 um 15:00 Uhr in Bordeaux (Stade de Bordeaux) \| \| Zuschauer: 39.493 \| \| Schiedsrichter: Cüneyt Çakır ( Türkei) \| \| Spielbericht \|                                                                                              | Irland | Aufstellung Belgien gegen Irland |
| Belgien                                                    | Thibaut Courtois – Thomas Meunier, Toby Alderweireld, Thomas Vermaelen, Jan Vertonghen – Axel Witsel, Mousa Dembélé (57. Radja Nainggolan) – Yannick Carrasco (64. Dries Mertens), Kevin De Bruyne, Eden Hazard – Romelu Lukaku (82. Christian Benteke) Cheftrainer: Marc Wilmots | Darren Randolph – Séamus Coleman, John O’Shea , Ciaran Clark, Stephen Ward – Jeff Hendrick, Glenn Whelan, James McCarthy (62. James McClean), Robbie Brady – Wes Hoolahan (71. Aiden McGeady) – Shane Long (79. Robbie Keane) Cheftrainer: Martin O’Neill ( Nordirland) | Irland | Aufstellung Belgien gegen Irland |
| Belgien                                                    | 1:0 Lukaku (48.) 2:0 Witsel (61.) 3:0 Lukaku (70.) | | Irland | Aufstellung Belgien gegen Irland |
| Belgien                                                    | Vermaelen (49.) | Hendrick (42.) | Irland | Aufstellung Belgien gegen Irland |
| Belgien                                                    | Spieler des Spiels: Axel Witsel (Belgien) | | Irland | Aufstellung Belgien gegen Irland |
| 2. Spieltag                                                | | |        |                                  |
| 18. Juni 2016 um 15:00 Uhr in Bordeaux (Stade de Bordeaux) | | |        |                                  |
| Zuschauer: 39.493                                          | | |        |                                  |
| Schiedsrichter: Cüneyt Çakır ( Türkei)                     | | |        |                                  |
| Spielbericht                                               | | |        |                                  |

## Italien – Irland 0:1 (0:0)
| Italien                                                               | Italien | Irland | Irland | Aufstellung                      |
| --------------------------------------------------------------------- | --- | --- | ------ | -------------------------------- |
| Italien                                                               | \| 3. Spieltag \| \| 22. Juni 2016 um 21:00 Uhr in Villeneuve-d’Ascq (Stade Pierre-Mauroy) \| \| Zuschauer: 44.268 \| \| Schiedsrichter: Ovidiu Hațegan ( Rumänien) \| \| Spielbericht \| | \| 3. Spieltag \| \| 22. Juni 2016 um 21:00 Uhr in Villeneuve-d’Ascq (Stade Pierre-Mauroy) \| \| Zuschauer: 44.268 \| \| Schiedsrichter: Ovidiu Hațegan ( Rumänien) \| \| Spielbericht \|                                                                                 | Irland | Aufstellung Italien gegen Irland |
| Italien                                                               | Salvatore Sirigu – Andrea Barzagli, Leonardo Bonucci , Angelo Ogbonna – Federico Bernardeschi (60. Matteo Darmian), Stefano Sturaro, Thiago Motta, Alessandro Florenzi, Mattia De Sciglio (82. Stephan El Shaarawy)– Simone Zaza, Ciro Immobile (74. Lorenzo Insigne) Cheftrainer: Antonio Conte | Darren Randolph – Séamus Coleman , Shane Duffy, Richard Keogh, Stephen Ward – James McClean, James McCarthy (77. Wes Hoolahan) – Jeff Hendrick, Daryl Murphy (70. Aiden McGeady), Robbie Brady – Shane Long (90. Stephen Quinn) Cheftrainer: Martin O’Neill ( Nordirland) | Irland | Aufstellung Italien gegen Irland |
| Italien                                                               | 0:1 Brady (85.) | | Irland | Aufstellung Italien gegen Irland |
| Italien                                                               | Sirigu (39.), Barzagli (78.), Zaza (87.), Insigne (90.+1′) | Long (39.), Ward (73.) | Irland | Aufstellung Italien gegen Irland |
| Italien                                                               | Spieler des Spiels: Robbie Brady (Irland) | | Irland | Aufstellung Italien gegen Irland |
| 3. Spieltag                                                           | | |        |                                  |
| 22. Juni 2016 um 21:00 Uhr in Villeneuve-d’Ascq (Stade Pierre-Mauroy) | | |        |                                  |
| Zuschauer: 44.268                                                     | | |        |                                  |
| Schiedsrichter: Ovidiu Hațegan ( Rumänien)                            | | |        |                                  |
| Spielbericht                                                          | | |        |                                  |

Irland, das gewinnen musste, um in das Achtelfinale einzuziehen, hatte in dieser Partie den größeren Zug zum Tor als die wegen des bereits feststehenden Gruppensieges auf zahlreichen Positionen veränderten Italiener. Insigne mit einem Schuss an den Pfosten und Hoolahan, der frei vor Sirigu vergab, hatten in der Schlussphase jeweils eine Großchance, um die Partie zu entscheiden. Der Siegtreffer für Irland fiel durch einen Kopfball von Brady nach einer Flanke von Hoolahan nur eine Minute nach dessen vergebener Chance. Als einer der besten Gruppendritten erreichten die Iren zum ersten Mal bei einer EM die K.-o.-Runde.

## Schweden – Belgien 0:1 (0:0)
| Schweden                                            | Schweden | Belgien | Belgien | Aufstellung                        |
| --------------------------------------------------- | --- | --- | ------- | ---------------------------------- |
| Schweden                                            | \| 3. Spieltag \| \| 22. Juni 2016 um 21:00 Uhr in Nizza (Stade de Nice) \| \| Zuschauer: 34.011 \| \| Schiedsrichter: Felix Brych ( Deutschland) \| \| Spielbericht \|                                                                                                  | \| 3. Spieltag \| \| 22. Juni 2016 um 21:00 Uhr in Nizza (Stade de Nice) \| \| Zuschauer: 34.011 \| \| Schiedsrichter: Felix Brych ( Deutschland) \| \| Spielbericht \| | Belgien | Aufstellung Schweden gegen Belgien |
| Schweden                                            | Andreas Isaksson – Victor Lindelöf, Erik Johansson, Andreas Granqvist, Martin Olsson – Sebastian Larsson (70. Jimmy Durmaz), Albin Ekdal, Kim Källström, Emil Forsberg (82. Erkan Zengin) – Marcus Berg (63. John Guidetti), Zlatan Ibrahimović Cheftrainer: Erik Hamrén | Thibaut Courtois – Thomas Meunier, Toby Alderweireld, Thomas Vermaelen, Jan Vertonghen – Radja Nainggolan, Axel Witsel – Yannick Carrasco (71. Dries Mertens), Kevin De Bruyne, Eden Hazard (90.+3′ Divock Origi)– Romelu Lukaku (87. Christian Benteke) Cheftrainer: Marc Wilmots | Belgien | Aufstellung Schweden gegen Belgien |
| Schweden                                            | 0:1 Nainggolan (84.) | | Belgien | Aufstellung Schweden gegen Belgien |
| Schweden                                            | Ekdal (33.), Johansson (36.) | Meunier (30.), Witsel (45.+1′) | Belgien | Aufstellung Schweden gegen Belgien |
| Schweden                                            | Spieler des Spiels: Eden Hazard (Belgien) | | Belgien | Aufstellung Schweden gegen Belgien |
| 3. Spieltag                                         | | |         |                                    |
| 22. Juni 2016 um 21:00 Uhr in Nizza (Stade de Nice) | | |         |                                    |
| Zuschauer: 34.011                                   | | |         |                                    |
| Schiedsrichter: Felix Brych ( Deutschland)          | | |         |                                    |
| Spielbericht                                        | | |         |                                    |